# Thecla ohyai
Thecla ohyai is een vlinder uit de familie van de Lycaenidae. De wetenschappelijke naam van de soort is voor het eerst geldig gepubliceerd in 1994 door Fujioka.